# Мануэль Диего Лопес де Суньига Сотомайор и Мендоса и Сармьенто де Сильва
Мануэль Диего Лопес де Суньига Сотомайор-и-Мендоса-и-Сармьенто де Сильва (исп. Manuel Diego López de Zúñiga Sotomayor y Mendoza y Sarmiento de Silva; крещен 4 января 1657, Бехар — 16 июля 1686, Осада Буды) — испанский аристократ из дома Суньига, 10-й герцог Бехар и 10-й герцог Пласенсия, 6-й герцог Мандас и Вильянуэва, 11-й маркиз де Хибралеон, 6-й де Терранова, 12-й граф де Белалькасар, 11-й граф де Баньярес, 14-й виконт Пуэбла-де-Алькосер, главный судья и наследственный главный судебный пристав Кастилии, рыцарь Ордена Золотого Руна.

## Происхождение
Родившийся в Бехаре на Рождество 1656 года и крещенный 4 января 1657 года. Старший сын Хуана Мануэля де Суньиги Сотомайора-и-Мендоса (1622—1660), который на момент рождения своего первенца носил титул маркиза Валеро (с 1636) и три года спустя, в июле 1660 года, он унаследовал герцогство Бехар, и его жены, Терезы Сармьенто де Сильва-и-Фернандес де Ихар, 3-й маркизы Аленкер, дочери Родриго Сармьенто де Сильва-и-Вилландрандо, 8-го граф Салинас, 8-го графа Рибадео и 2-го маркиза Аленкер, и его жены, Изабель Маргарита Фернандес де Ихар, 4-й герцогини Ихар. Его младший брат Бальтасар де Суньига-и-Гусман, 1-й герцог Арион, 2-й маркиз Валеро, 4-й маркиз Аленкер, 7-й граф Аямонте, был вице-королем Наварры, Сардинии и Новой Испании. У него также была сестра Мануэла, позже герцогиня Бенавенте, и брат Франсиско Мануэль де Суньига, епископ Сьюдад-Родриго (1695—1712).

## Детство, юность
После смерти отца 14 ноября 1660 года, когда ему было 3 года, он унаследовал титулы и поместья своего дома и стал 10-м герцогом Бехара и Пласенсии, грандом Испании. Его мать, герцогиня Тереза, была его опекуном и куратором, когда он был несовершеннолетним. Герцогиня Тереза письмом от 14 ноября 1660 года сообщает в Секретариат Палаты Кастилии о смерти 9-го герцога Бехара Хуана Мануэля, её мужа, и о том, что она стала опекуном её сына Мануэля Диего. В 1667 году, когда Мануэлю Диего было 10 лет, состоялась свадьба с его родственницей Марией Альбертой де Кастро-и-Борха. Брачные соглашения о его браке с Марией Альбертой де Кастро-и-Борха были заключены в Мадриде 22 сентября 1677 года. Мария Альберта де Кастро-и-Борха, родившаяся в Мадриде 22 апреля 1665 года и умершая 20 июля 1706 года в Мадриде, была дочерью Педро Антонио Фернандеса де Кастро-и-Португаля (1632—1672), 10-го графа Лемоса, 7-го маркиза Саррии, вице-короля Перу, и его жены, Анны Франсиски де Борха-и-Дориа (1640—1706). В браке у него было двое детей:
- Хуан Мануэль Лопес де Суньига Сотомайор и Кастро (16 февраля 1680 — 2 декабря 1747), 11-й герцог Бехар (1686—1747), старший сын и преемник отца
- Педро Лопес де Суньига Сотомайор и Кастро (род. 9 октября 1681).

## Рыцарь ордена Золотого руна
Избран кавалером Ордена Золотого Руна, когда Мануэлю Диего было всего одиннадцать лет, королем Испании Карлосом II 27 февраля 1668 года и инвестирован королем 2 мая того же года в королевский дворец Мадрида. Мануэль Диего описывает поездку, предпринятую в 1668 году ко двору короля Испании Карлоса II и королевы-матери Марианны Австрийской, чтобы поцеловать им руки и таким образом поблагодарить за милость, дарованную орденом Золотого руна. Мануэль Диего начал в юном возрасте служить копейщиком во Фландрии.

## Maestre de campo во Фландрии
Губернатор Нидерландов (1682—1685) Отон Энрике, маркиз де Грана, начал свое управление с политики, которую Франция сочла воинственной, и в декабре 1683 года Франция объявила войну Испании. Французские войска обстреляли Люксембург с 20 по 27 декабря и Ауденарде с 23 по 26 декабря 1683 года, разрушив половину города.
Будучи maestre de campo испанского пехотного полка в армии Фландрии с 1681 года, он принимал участие в осаде Ауденарде, где собственноручно извлек несколько горящих бомб, упавших в пороховую бочку, продемонстрировав таким образом свое большое мужество. Лейтенант его третьего пехотного полка нес флаг с гербом герцога Бехара. Испания капитулировала и мирный договор, подписанный в Регенсбурге (Regensburg) 15 августа 1684 года, гарантировал 20-летнее перемирие.

## Жизнь гранда в Испании
С конца 1684 года до весны 1686 года он проживал в Испании, занимаясь делами своих поместий. В Бехаре, провинция Саламанка, состоялись празднества, на которых были исполнены танцы, хоры, фруктовые арки и другие представления по случаю прибытия в город герцогов Бехар в 1685 году.
В Дворянском отделе Национального исторического архива Signatura OSUNA хранится 842 файла с документами из архива герцогского дома Бехар, относящимися к 10-му герцогу Мануэлю Диего, среди которых перекрестная переписка между персонажами его времени и 10-м герцогом Бехара Мануэля Диего. А также лица, информирующие его о положении во Фландрии, в Англии, в Португалии, о войне с Францией, о войне против турок. Большая часть файлов (около 60 %) содержит документацию по казначейству, администрации, гражданской и уголовной юрисдикции государств их проживания.

## Генерал испанского добровольческого полка в войне с турками
Борьба Священной Римской империи против Османской империи, когда Вена в 1683 году была осаждена турками, касалась только Государственного совета в Испании, чтобы узнать, может ли император послать подкрепление для защиты Нидерландов или Ломбардии в случае нападения французской армии. Взятие Буды в 1686 году, столицы Османской Венгрии, произошло без официального участия Испании.
Герцог Карл V Лотарингский, генералиссимус имперских войск, отправился в поход в 1684 году и завоевал Пешт, затем осадил Буду, но из-за потерь в своей армии по болезни отступил. В 1686 году герцог Лотарингский с многочисленной имперской армией и при поддержке войск курфюрста Баварии и шотландских, французских, английских и фламандских добровольцев отправился отвоевывать Буду, обнесенную стеной и защищенную большим турецким гарнизоном.
Герцог Мануэль Диего, следуя своему рыцарскому духу, покинул Испанию в апреле 1686 года и во главе отряда из примерно двенадцати тысяч испанских добровольцев, чтобы отправиться на подкрепление армии императора Священной Римской империи Леопольда I Австрийского, которая сражались против турок в Венгрии, чтобы защитить Будапешт от турок и отвоевать Буду. Его сопровождали его брат Бальтасар де Суньига Гусман Сотомайор-и-Мендоса, 2-й маркиз Валеро, его двоюродные братья Хуан Мануэль Лопес Пачеко-и-Суньига, 8-й маркиз Вильена и герцог Эскалона, Хосе Антонио де Суньига-и-Аяла, 6-й маркиз Агилафуэнте, и другие испанские дворяне.
13 июня 1686 года герцог Карл Лотарингский перешел Дунайский мост с имперскими войсками, открыв тем самым осаду Буды. 13 июля было решено в 19.00 штурмовать брешь, открытую имперской артиллерией. Герцог Бехар со своими товарищами и испанскими добровольцами, продемонстрировав свою бесстрашную храбрость, первыми перелезли через пролом и попытались захватить площадь, но их встретил проливной дождь из пуль, бомб, стрел и камней. Бой длился более двух часов. Герцог Мануэль Диего был ранен мушкетной пулей, которая пробила его левую руку и вышла через позвоночник, его брат Бальтасар получил стрелу в грудь и сильный удар камнем в живот, герцог Эскалона также был ранен, маркиз Агилафуэнте получил пулю в голову, из всех его слуг и товарищей только четверо остались невредимы, остальные мертвы или тяжело ранены. Герцог Мануэль Диего скончался 16 июля 1686 года, желая быть первым в штурме, проявив отвагу своего духа и отвагу своей королевской крови, он отдал жизнь, чтобы обрести известность и вечную славу.
При штурме 2 сентября 1686 года Буда была взята императорской армией под командованием герцога Карла Лотарингского.
Его младший брат Бальтасар, который также был ранен 13 июля, выздоровел и привез тело герцога Мануэля Диего в Испанию, которое было захоронено в часовне монастыря Нуэстра-Сеньора-де-ла-Пьедад-де-Бехар, основанного 4-м герцогом и герцогиней Бехар. Франсиско де Суньига-и-Сотомайор и его жена Брианда Сармьенто де ла Серда уже умерли, спустя годы ее останки были перенесены на кладбище Бехар, где они покоятся. Его сердце было погребено в часовне церкви Королевского монастыря Богоматери Гваделупской в Касересе, как это зафиксировано нотариальным актом от 24 сентября 1686 года.
Герцог Карл V Лотарингский, генералиссимус имперских войск, извещает короля Испании Карла II письмом от 20 июля 1686 года с поля Буды о гибели герцога Бехара при осаде Буды и признает его большие заслуги, а также как у его брата и сопровождавших его испанских рыцарей. Император Австрии Леопольд I в письме от 25 июля 1686 года королю Карлу II выражает свои глубокие чувства в связи с принесением в жертву герцога Бехара на месте Буды и просит его помочь и оказать содействие его вдове и детям. Письмом с соболезнованиями от 31 июля 1686 года от императора Австрии Леопольда I маркизу Валеро, брату герцога Бехара, он подтверждает, что всегда проявляет свою доброжелательность и кесарево милосердие к вдове и детям покойного герцога Бехара. Папа римский Иннокентий XI пишет письмо с соболезнованиями овдовевшей герцогине от 18 ноября 1686 года, включая документ последней воли, узаконенный курией и подписанный герцогом Бехаром, получившим серьезные ранения 14 июля 1686 года, которым он назначил своего старшего сына Хуана Мануэля Диего, графа Белалькасара, своим наследником и преемником, а свою жену Марию Альберту, герцогиню Бехар, оставил наставником и куратором.
Герцог Мануэль Диего составил завещание 1 марта 1681 года перед нотариусом Франсиско Арсипресте и назвал своего первенца Хуана Мануэля Диего Лопеса де Суньига Сотомайор-и-Кастро, графа Белалькасара, своим законным наследником. Мануэль Диего, 10-й герцог Бехар, также выдал доверенность 3 августа 1684 года своей жене Марии Альберте, герцогине Бехар, матери Терезе, герцогине Бехар, его дяде Диего Сармьенто де ла Серда и Хуану дель Карпио Хихон, поэтому что от его имени они управляют его поместьями, пока он будет в Австрии, чтобы служить в освободительной войне Будапешта.
Его жена Мария Альберта сообщает письмом от 4 сентября 1686 года в Секретариат Палаты Кастилии о смерти 10-го герцога Бехара Мануэля Диего, её мужа, и о наследовании его сына Хуана Мануэля Диего.